# Bairdia serrata
Bairdia serrata är en kräftdjursart. Bairdia serrata ingår i släktet Bairdia och familjen Bairdiidae. Inga underarter finns listade.